# Borbone-Conti
Il ramo dei Borbone-Conti fu un ramo collaterale della casata dei Borbone, iniziatosi dal ramo cadetto dei Borbone-Condé con Armando di Borbone-Condé (1629 – 1666) che ne fu il capostipite. Armando era il secondo figlio maschio di Enrico II di Borbone-Condé (1588 – 1646) e di Carlotta Margherita di Montmorency (1594 – 1650) e quindi fratello minore di Luigi II di Borbone-Condé detto Il Gran Condé.
Il titolo di Principe di Borbone-Conti fu istituito per lui nello stesso suo anno di nascita. Tale titolo però era tuttavia già stato istituito precedentemente per Francesco di Borbone-Conti (1558 – 1614), figlio di Luigi I di Borbone-Condé, primo Principe di Condé, sposato a Luisa Margherita di Lorena (1588 – 1631), figlia di Enrico, duca di Guisa, e morto nel 1614 senza lasciare eredi.

## Principi di Conti
- Armando di Borbone-Conti, (1629 – 1666)
- Luigi Armando I, (1666 – 1685)
- Francesco Luigi, (1666 – 1709), detto “Il Gran Conti”, fratello del precedente
- Luigi Armando II, (1709 – 1727)
- Luigi Francesco, (1727 – 1776)
- Luigi Francesco Giuseppe, (1776 – 1814), senza eredi legittimi.

## Genealogia

### Origini (1256-1589)
```
 
Luigi IX di Francia

 = 
Margherita di Provenza
 (1221-1295)
 │
 ├── 
Filippo III di Francia
 (1245-1285)
 │   │
 │   └── Casa Reale di Francia
 │
 └── 
Roberto
, conte di Clermont (1256-1317)
     = 
Beatrice di Borgogna-Borbone
 (1257-1310)
     │
     ├── 
Luigi
 (1278-1342), duca di Borbone
     │   = Maria di Hainaut 
     │   │
     │   ├── 
Pietro I
 (1311-1356), duca di Borbone
     │   │   = Isabella di Valois (1313-1383)
     │   │   │
     │   │   └── Duchi di Borbone 
     │   │
     │   ├──  Jeanne (1312-1402)
     │   │   = Guigues VII de Forez (1299-1357)
     │   │
     │   ├──  Margherita (1313-1362)
     │   │   = Jean II de Sully (+1343)
     │   │   = Hutin de Vermeilles
     │   │
     │   ├── Maria (1315-1387)
     │   │   = Guy di Lusignano (1315-1343)
     │   │   = 
Roberto di Taranto
 (+1364)
     │   │
     │   ├── Filippo (1316-1233)
     │   │
     │   ├──  Jacques (1318)
     │   │
     │   ├── 
Giacomo
 (1319-1362), conte di 
La Marche

     │   │    = Giovanna di Chatillon
     │   │   │
     │   │   ├── Isabella (1340-1371)
     │   │   │   = Luigi II di Brienne († 1364)
     │   │   │   = Bouchard VII di Vendôme († 1371)
     │   │   │
     │   │   ├── 
Pietro
 (1342-1362), conte di 
La Marche

     │   │   │
     │   │   ├── 
Giovanni
 (1344-1393), conte di La Marche e 
Vendôme

     │   │   │   = Caterina di Vendôme
     │   │   │   │
     │   │   │   ├── 
Giacomo II
 (1370-1438), conte di La Marche
     │   │   │   │   = Béatrice d'Evreux (1392-1414)
     │   │   │   │   │
     │   │   │   │   ├── Isabella (1408-1445)
     │   │   │   │   │
     │   │   │   │   ├──  Maria (1410-1445)
     │   │   │   │   │
     │   │   │   │   └── Eleonora (1412-1464)
     │   │   │   │       = 
Bernardo d'Armagnac
 († 
1462
)
     │   │   │   │
     │   │   │   │    = 
Giovanna II di Napoli
 (1373-1435)
     │   │   │   │
     │   │   │   ├── 
Luigi
 (1376 – 1446), 
conte di Vendôme

     │   │   │   │   = Giovanna di Monfort-Laval
     │   │   │   │   │
     │   │   │   │   ├── 
Giovanni
  (1428–1477), 
conte di Vendôme

     │   │   │   │   │   =  
Isabelle de Beauvau

     │   │   │   │   │   │
     │   │   │   │   │   ├── 
Francesco
, conte di Vendôme
     │   │   │   │   │   │   = Maria di Lussemburgo
     │   │   │   │   │   │   │
     │   │   │   │   │   │   ├── 
Carlo I
 (1489-1537), Duca di Vendôme e di Borbone
     │   │   │   │   │   │   │   = 
Francesca d'Alençon
 (1490-1550)
     │   │   │   │   │   │   │   │ 
     │   │   │   │   │   │   │   ├── Luigi (1514-1516), conte di Marle
     │   │   │   │   │   │   │   │ 
     │   │   │   │   │   │   │   ├── Maria (1515-1538)
     │   │   │   │   │   │   │   │ 
     │   │   │   │   │   │   │   ├── 
Margherita
 (1516-1589)
     │   │   │   │   │   │   │   │   = 
Francesco I di Clèves

     │   │   │   │   │   │   │   │ 
     │   │   │   │   │   │   │   ├── 
Antonio
 (1518-1562), duca di Borbone e Vendôme, 
re di Navarra

     │   │   │   │   │   │   │   │   = 
Giovanna III di Navarra
 (1528-1572)
     │   │   │   │   │   │   │   │   │ 
     │   │   │   │   │   │   │   │   └── 
Borbone-Francia

     │   │   │   │   │   │   │   │ 
     │   │   │   │   │   │   │   ├── Francesco (1519-1565), conte d'Enghien
     │   │   │   │   │   │   │   │ 
     │   │   │   │   │   │   │   ├── Maddalena (1521-1561)
     │   │   │   │   │   │   │   │ 
     │   │   │   │   │   │   │   ├── Luigi (1522-1525)
     │   │   │   │   │   │   │   │ 
     │   │   │   │   │   │   │   ├── 
Carlo
 (1523-1590)
     │   │   │   │   │   │   │   │ 
     │   │   │   │   │   │   │   ├── Caterina (1525-1594)
     │   │   │   │   │   │   │   │ 
     │   │   │   │   │   │   │   ├── Renata (1527-1583)
     │   │   │   │   │   │   │   │ 
     │   │   │   │   │   │   │   ├── Giovanni (1528-1557), conte di Soissons
     │   │   │   │   │   │   │   │ 
     │   │   │   │   │   │   │   ├── Eleonora (1532-1611)
     │   │   │   │   │   │   │   │ 
     │   │   │   │   │   │   │   └── 
Luigi
 (1535-1569), 
principe di Condé

     │   │   │   │   │   │   │       =  Eleonora di Roye (1535-1564)
     │   │   │   │   │   │   │       │ 
     │   │   │   │   │   │   │       └── 
Borbone-Condé

     │   │   │   │   │   │   │
     │   │   │   │   │   │   ├── Giacomo (1490-1491)
     │   │   │   │   │   │   │
     │   │   │   │   │   │   ├── 
Francesco
 (1491-1545), conte di Saint Pol
     │   │   │   │   │   │   │
     │   │   │   │   │   │   ├── Luigi (1493-1557)
     │   │   │   │   │   │   │
     │   │   │   │   │   │   ├── 
Antonia
 (1493-1583)
     │   │   │   │   │   │   │   = 
Claudio I di Guisa
 (1496-1550)
     │   │   │   │   │   │   │
     │   │   │   │   │   │   └── Luisa (1495-1575)
     │   │   │   │   │   │
     │   │   │   │   │   ├── 
Luigi
, principe di 
La Roche-sur-Yon

     │   │   │   │   │   │   = 
Luisa di Borbone-Montpensier
 (1482-1561)
     │   │   │   │   │   │   │
     │   │   │   │   │   │   └── 
Borbone-Vendôme-Montpensier

     │   │   │   │   │   │
     │   │   │   │   │   ├──  Giovanna
     │   │   │   │   │   │   = Louis de Joyeuse
     │   │   │   │   │   │
     │   │   │   │   │   ├── Caterina
     │   │   │   │   │   │   = Gilbert de Chabannes
     │   │   │   │   │   │
     │   │   │   │   │   ├── Giovanna
     │   │   │   │   │   │   = 
Giovanni II di Borbone

     │   │   │   │   │   │   = 
Giovanni III d'Auvergne

     │   │   │   │   │   │
     │   │   │   │   │   ├── Carlotta, 
     │   │   │   │   │   │   = Engilbert de Clèves, 
conte di Nevers

     │   │   │   │   │   │
     │   │   │   │   │   ├── Renata
     │   │   │   │   │   │
     │   │   │   │   │   └── Isabella
     │   │   │   │   │
     │   │   │   │   └── Caterina
     │   │   │   │
     │   │   │   ├── Jean, signore di 
Carency

     │   │   │   │
     │   │   │   ├── Anne
     │   │   │   │   = 
Giovanni II di Berry
, 
conte di Montpensier

     │   │   │   │   = 
Ludovico VII di Baviera

     │   │   │   │
     │   │   │   ├── Maria
     │   │   │   │
     │   │   │   └── Carlotta, 
     │   │   │       = 
Giano I
, 
re di Cipro

     │   │   │
     │   │   └── Jacques (1346-1417), signore di 
Préaux
.
     │   │
     │   └── Béatrice (1320-1383)
     │        = 
Giovanni I di Boemia
 (+1346)
     │       = Oddone II di Grancey (+1389)
     │
     ├── Bianca (1281-1304)
     │
     ├── 
Jean
 (1283-1316), signore di Charolais
     │
     ├── Maria (1285-1372)
     │
     ├── Pietro (1287-1330)
     │
     └── Margherita (1289-1309)
```

### Borbone-Conti
Armando di Borbone-Conti (1629 - 1666) - sposò nel 1654 Anna Maria Martinozzi (1637 - 1672):
1. Luigi-Armando (1661 - 1685) - sposò nel 1680 Maria Anna di Borbone-Francia (1666 - 1739): senza discendenza;
2. Francesco Luigi (1664 - 1709) - sposò nel 1688 Maria Teresa di Borbone-Condé (1666 - 1732):
  1. Maria Anna (1689 - 1720) - sposò nel 1713 Luigi IV Enrico di Borbone-Condé (1692 - 1740): senza discendenza;
  2. Luigi Armando (1695 - 1727) - sposò nel 1713 Luisa Elisabetta di Borbone-Condé (1693 - 1775):
    1. Luigi, conte de la Marche (1715 - 1717)
    2. Luigi Francesco, principe de Conti (1717 - 1776) - sposò nel 1732 Luisa Diana di Borbone-Orléans (1716 - 1736):
      1. Luigi Francesco, principe (1734 - 1814) - sposò nel 1759 Maria Fortunata d'Este (1731 - 1803): senza discendenza - linea maschile estinta

    3. Luigi Armando, duca de Mercoeur (1720 - 1722)
    4. Carlo, conte d'Alais (1722 - 1730)
    5. Luisa Enrichetta (1726 - 1759) - sposò nel 1743 Luigi Filippo I di Borbone-Orléans (1725 - 1785): con discendenza;

  3. Luisa Adelaide (1696 - 1750)
  4. Luigi Francesco (1703 - 1704)